# Ruský Hrabovec
Ruský Hrabovec es un municipio del distrito de Sobrance en la región de Košice, Eslovaquia, con una población estimada a final del año 2024 de 277 habitantes.
Se encuentra ubicado al noreste de la región, en la cuenca hidrográfica del río Bodrog (afluente derecho del Tisza) y cerca de la frontera con la región de Prešov y Ucrania.

## Demografía
| Año        | 1994 | 2004    | 2014     | 2024     |
| ---------- | ---- | ------- | -------- | -------- |
| Población  | 373  | 362     | 318      | 277      |
| Diferencia |      | −2,94 % | −12,15 % | −12,89 % |

| Año        | 2023 | 2024    |
| ---------- | ---- | ------- |
| Población  | 284  | 277     |
| Diferencia |      | −2,46 % |